# Ravne (gmina Cerklje na Gorenjskem)
Ravne – wieś w Słowenii, w gminie Cerklje na Gorenjskem. W 2018 roku liczyła 34 mieszkańców.